# Veselý Žďár
Veselý Žďár är en ort i Tjeckien.   Den ligger i regionen Vysočina, i den centrala delen av landet, 90 km sydost om huvudstaden Prag. Veselý Žďár ligger 502 meter över havet och antalet invånare är 485.
Terrängen runt Veselý Žďár är huvudsakligen platt, men åt sydväst är den kuperad. Runt Veselý Žďár är det ganska tätbefolkat, med 207 invånare per kvadratkilometer. Närmaste större samhälle är Havlíčkův Brod, 5,3 km sydost om Veselý Žďár. Trakten runt Veselý Žďár består till största delen av jordbruksmark.